# Settimo: ruba un po' meno
Settimo: ruba un po' meno è una commedia in due atti di Dario Fo, composta nel 1964.

## Trama

### Atto primo
Enea è una becchina del cimitero monumentale di Milano che ha ereditato la professione dal padre, lì sepolto. È una donna ingenua che inganna la propria solitudine e se stessa ubriacandosi.
Il Comune ha però deciso di sbaraccare il cimitero trasferendolo in periferia, per avere uno spazio libero al centro della città. I guardiani del cimitero decidono allora di farle uno scherzo burlandosi della sua dabbenaggine: la convincono, infatti, che esista una speculazione sul luogo, 
nella quale sarebbero coinvolte numerose personalità di spicco della politica. Oltretutto, si inventano di utilizzare il "cadaverodotto", ossia una specie di cannone sotterraneo che trasferisce le salme dal cimitero monumentale a quello periferico: non paghi, stupiscono l'inebetita Enea svelandole un supposto commercio legato ai cadaveri, che sarebbero importati dalla Jugoslavia in cambio di radioline giapponesi. L'ultima burla riguarda Enea in persona e la sua condizione di donna bruttina e senza corteggiatori: Enea si lascia infatti convincere che la reale emancipazione della donna sia avvenuta grazie alle prostitute. Solo loro, infatti, sarebbero delle vere donne libere che piegano l'uomo a loro piacimento.
Proprio di fronte al cimitero, però, avviene uno scontro tra dimostranti e polizia, che interrompe lo scherzo. Sopraggiunge il direttore del cimitero al quale Enea chiede spiegazioni sul "cadaverodotto" e le speculazioni edilizie sul cimitero. Il direttore è preoccupato di queste rivelazioni della becchina, che sa esser vere perché ne ha letto la notizia sui giornali, quando entra in scena il commercialista Nascimbene, che fa una strana richiesta alla donna: le chiede in affitto una bara per distendervisi dentro. Affetto da una sedicente "feretrofobia", ossia la paura delle bare, potrà guarire unicamente giacendovi dentro. Dietro pagamento, Enea cede alla richiesta del commercialista. Sta per arrivare, però, una donna vestita a lutto, che Nascimbene dice essere la moglie, che deve allenarsi alla sopportazione della possibile perdita del marito: non appena lo intravede nella cassa, però, muore di crepacuore. Nascimbene si affaccia dalla cassa sghignazzando: la "feretrofobia" era una scusa e la messinscena serviva unicamente a far crepare la donna, tra l'altro malata di cuore, per liberarsene senza macchiarsi le mani.
Enea si accorge che la donna non è, però, la stessa descritta dal commercialista, ma un'altra, identificata dal Nascimbene come l'amante: muore allora lui di dolore rimanendo nella bara, da dove non era mai uscito. Spirato, la donna a lutto si rialza: era in realtà la moglie, truccata da amante grazie ad una parrucca rossa e ad un neo finto, che aveva teso una trappola a suo marito per vendicarsi dei suoi tradimenti. Chiede ad Enea di aiutarla a sbarazzarsi del cadavere e la becchina accetta. La moglie, infatti, porterà il corpo in auto ed inscenerà un incidente stradale.
Giunge però la battona, in cerca di un telefono, e rapisce l'attenzione di Enea che, incitata dai discorsi dei suoi amici guardiani, la venera come una donna che ha raggiunto la totale emancipazione: decisa ad imitare la battona, compra da lei, a prezzo maggiorato, degli abiti dal taglio sensuale.
Il cambio è evidente ed il direttore, tornato ad interrogarla sulle speculazioni delle quali parlava prima, inizialmente non la riconosce, poi si complimenta e torna ad interrogarla. Enea, per non accusare i suoi colleghi, finge di avere avuto la notizia dall'aldilà e tenta una sgangherata seduta spiritica per convincere il direttore delle sue affermazioni. Uno spirito sembra rispondere: è un incaricato dell'oltretomba giunto a punire il direttore venduto. Appare però il commercialista Nascimbene, scampato al finto incidente, che si finge uno spirito tornato dal limbo per punire il direttore. Quest'ultimo interroga il sedicente spirito, che si lancia in sperticate e bislacche affermazioni sulla morte, mettendo in ridicolo l'atteggiamento del fedele nei confronti dei concetti della dottrina della Chiesa.
Rimasti soli, Nascimbene rivela la verità alla donna e le chiede di diventare sua complice in un inganno, non appena viene a sapere da lei del suo desiderio di emancipazione: nello studio del commercialista, infatti, sono conservati in una cassaforte alcuni documenti compromettenti e del denaro. Recuperati i documenti, questi potranno tornare utili per ricattare alcune personalità della politica e mettere da parte i soldi. L'operazione potrà essere compiuta, però, solo da Enea: tutti sono infatti convinti che Nascimbene sia perito nell'incidente, con tanto di titoli sui quotidiani. Il discorso dei due viene interrotto da una retata della buoncostume contro le prostitute: Enea, entusiasta, si lascia trasportare al commissariato come se lo fosse veramente, a dimostrazione che sta diventando una donna emancipata.

### Atto secondo
Lo studio del commercialista si trova all'interno di un vecchio convento di suore addette ad accudire dei malati mentali. Enea si traveste da suora per entrare indisturbata nel locale, dove trova però un ladro, che inizialmente tenta di spacciarsi per un capo cassiere. Svelati entrambi i propri intenti, i due decidono di collaborare: Enea, grazie alle indicazioni di Nascimbene, sa infatti dove si trova la cassaforte e qual è l'esatta combinazione per aprirla. Recuperato il denaro il ladro vuole però impossessarsene e, nel corso di una colluttazione, esplode un colpo di pistola contro la finta suora.
Arrivano i guardiani allarmati dal colpo d'arma da fuoco ma trovano solo la donna in terra, fortunatamente solo svenuta. Il malintenzionato, allarmato dall'arrivo dei due, nasconde il denaro nella stanza e si chiude nella cassaforte per non essere scoperto. Enea viene scambiata per la nuova madre superiora Antonia Ranieri, attesa per il mese successivo. Le suore l'accolgono ed Enea si finge la madre superiora. Ritrovati rocambolescamente i soldi ed i documenti compromettenti, Enea si trova costretta a regalare il denaro al convento, spacciandolo per dono celeste.
Nascimbene, preoccupato del silenzio di Enea, si finge matto e si fa rinchiudere nel manicomio, dove Enea gli spiega che ha deciso di operare da lì sotto falsa identità, per meglio mascherare le attività di ricatto, peraltro già avviate nei confronti di un uomo. Giunge però la vera madre superiora, giunta in anticipo grazie ad un volo aereo, che complica la situazione: il commissario di polizia, giunto ad accompagnare il direttore del cimitero scambiato per pazzo per il suo riferire di aver parlato coi morti, viene avvisato dai guardiani del manicomio dello sparo avvenuto nei confronti della supposta madre superiora. Il commissario riconosce nella finta sorella Enea, già fermata per prostituzione e rilasciata poiché innocente e decide di portarla al commissariato.
Giunge l'uomo ricattato da Enea che si rivolge alla madre superiora Antonia credendola Enea: la suora, alla vista del denaro che lui le rende, lo scambia per matto e lo fa rinchiudere. Consegna poi il denaro nelle mani del commissario, che viene scambiato da Nascimbene per il ricattato ed intimato a consegnare i soldi. Chiarito l'equivoco il commercialista si autodenuncia per simulato decesso e per ricatto, in modo tale da salvare Enea dall'arresto: gli chiede poi di svelare tutto il contenuto dei documenti alla stampa, in modo tale da rendere pubblici gli orrori della corrotta società italiana. Il giudice, convocato per l'occasione, è però spaventato dallo scandalo che scoppierebbe. Viene così convocata Sua Eccellenza, figura prominente di indefinita occupazione, che si produce in un comizio retorico nel quale dichiara che per mantenere l'ordine non si devono svelare i segreti della politica, ma tenerli nascosti: solo mentendo, infatti, si ottiene ciò che si vuole, tra cui il proprio tornaconto.
Sua Eccellenza dichiara folli il commissario, il giudice ed il direttore del cimitero per la loro voglia di verità e giustizia e ne richiede la lobotomia a cura di un pazzo del manicomio che è convinto di essere un medico. Enea e Nascimbene sembrano uscirne illesi e Nascimbene confessa i suoi tentativi di ricatto a Sua Eccellenza: in realtà è stato anche lui lobotomizzato dal medico pazzo ed il suo pentimento di fronte al tentativo di ricatto è solo frutto di una mente malata.
Enea è l'unica che ha tratto giovamento dall'accaduto: ha capito che la realtà viene edulcorata e che l'abuso di potere non viene punito. Tornerà a fare il suo lavoro e si ripromette di vedere tutti, un giorno, al camposanto.
La commedia termina con una canzone (conosciuta come Il ballo degli italioti, su musiche di Fiorenzo Carpi) e un ballo di tutti i rappresentanti dell'ordine costituito ormai lobotomizzati e ridotti a semplici fantocci:
(Il ballo degli italioti, testo di Dario Fo e musiche di Fiorenzo Carpi)